# Splinter (politieke partij)
Splinter is een Nederlandse politieke partij met een progressieve, seculiere en sociaalliberale signatuur.
De partij werd opgericht in december 2020 en deed mee aan de Tweede Kamerverkiezingen van 17 maart 2021. Splinter werd opgericht door Femke Merel van Kooten-Arissen, vanaf 5 augustus 2020 onafhankelijk Tweede Kamerlid na lidmaatschappen bij de Partij voor de Dieren, 50PLUS en de Partij voor de Toekomst.

## Geschiedenis
Splinter deed kort na oprichting mee aan de Tweede Kamerverkiezingen in maart 2021, met Van Kooten-Arissen als lijsttrekker. De partij had geen klassiek verkiezingsprogramma gepubliceerd, maar wel een website met een aantal hoofdpunten.
De partij haalde dat jaar 30.328 stemmen (0,29%), net minder dan de helft van de kiesdrempel. Van Kooten-Arissen verliet zodoende de Tweede Kamer. Voor de Tweede Kamerverkiezingen van 22 november 2023 had  Splinter lijst 20 toegewezen gekregen en was Van Kooten wederom lijsttrekker. De partij kreeg te weinig stemmen voor een zetel in de Tweede Kamer.
In 2022 deed de partij alleen mee in de gemeente Woerden, met als lijsttrekker Van Kooten-Arissen. De partij won 1.096 stemmen (4,4%) en één zetel. Van Kooten werd op grond daarvan het enige raadslid namens de partij.
In maart 2025 besloten de leden van de lokale politieke partij in Woerden om de partij op te heffen en niet meer mee te doen met de verkiezingen voor de gemeenteraad in 2026.

### Poging tot Russische inmenging
In mei 2021 werd bekend dat er een 'Russische poging tot inmenging' bij Splinter had plaatsgevonden. Vadim Belikov zou de partij 250.000 euro hebben aangeboden, ogenschijnlijk vanuit zijn betrokkenheid met vrouwenrechten. Belikov staat bekend als lid van de Nachtwolven, een pro-Poetin motorclub. Van Kooten-Arissen is niet ingegaan op het aanbod en meldde het voorval bij de Beveiligingsdienst van de Tweede Kamer, maar deze besloot geen onderzoek te starten.

## Ideologie
Splinter zegt zich te kenmerken door een platte partijstructuur. Daarmee bedoelt de partij dat deze waarde hecht aan een gelijke organisatie en inspraak van haar leden organiseert. Via het Ledenplatform dat de partij heeft, kunnen leden commentaar en reacties geven op het verkiezingsprogramma, moties en amendementen. Daarnaast kenmerkt Splinter zich door een sociaal en seculier partijprogramma, 'Conservatieve religieuze wereldbeelden botsen met progressieve waarden, met name daar waar het gewetensvrijheid en de autonomie van het individu betreft' stelt de partij. Daarnaast mogen religieuze uitingen en vrijheden die anderen in hun uitingen en vrijheden beperken, niet getolereerd worden.
De hoofdpunten voor de verkiezingen van 2021 waren de invoering bindend correctief referendum, zowel landelijk als lokaal. Burgerinspraak naar het model van Scandinavische landen. Verlaging van kiesgerechtigde leeftijd naar 16 jaar. De partij was ook tegen verdere uitbreiding van de Europese Unie